# Martiri polacchi della seconda guerra mondiale
I martiri polacchi della seconda guerra mondiale sono un gruppo di 108 tra ecclesiastici, religiosi e laici vittime delle persecuzioni contro la Chiesa cattolica in Polonia da parte delle truppe di occupazione tedesche negli anni tra il 1939 e il 1945.
Sono stati proclamati beati da papa Giovanni Paolo II il 13 giugno 1999 a Varsavia. Il gruppo non comprende tutti i cattolici polacchi vittime del nazismo.

## Elenco dei martiri
Il gruppo comprende: 3 vescovi, 52 sacerdoti e 3 seminaristi appartenenti al clero secolare; 26 sacerdoti professi, 7 fratelli professi, 8 religiose e 9 laici.
Antoni Julian Nowowiejski, vescovo di Płock, è ritenuto il capofila dei martiri.
- Marian Skrzypczak, prete dell'arcidiocesi di Gniezno, nato il 15 aprile 1909 a Janowiec, fucilato il 5 ottobre 1939 a Płonkowo
- Leon Nowakowski, prete della diocesi di Włocławek, nato il 28 giugno 1913 a Bytom, fucilato il 31 ottobre 1939 a Piotrków Kujawski
- Maria Jadwiga (Alice) Kotowska, religiosa della congregazione delle Suore della Risurrezione, nata il 20 novembre 1899 a Varsavia, fucilata l'11 novembre 1939 a Piaśnica
- Franciszek Rogaczewski, prete dell'arcidiocesi di Danzica, nato il 23 dicembre 1892 a Lipinkach, fucilato il 13 gennaio 1940 a Danzica
- Marian Górecki, prete dell'arcidiocesi di Danzica, nato il 21 maggio 1903 a Poznań, fucilato il 22 marzo 1940 a Stutthof
- Bronisław Komorowski, prete dell'arcidiocesi di Danzica, nato il 25 maggio 1889 a Barłożno, fucilato il 22 marzo 1940 a Stutthof
- Stanisław Kubista, sacerdote della Società del Verbo Divino, nato il 27 settembre 1898 a Kostuchna, morto il 9 aprile 1940 a Sachsenhausen
- Wincenty Matuszewski, prete della diocesi di Włocławek, nato il 3 marzo 1869 a Chruścieńska Wola, assassinato il 23 maggio 1940 a Witowo
- Józef Kurzawa, prete della diocesi di Włocławek, nato il 6 gennaio 1910 a Świerczyni, assassinato il 23 maggio 1940 a Witowo
- Władysław Demski, prete dell'arcidiocesi di Gniezno, nato il 5 agosto 1884 a Sztum, morto il 28 maggio 1940 a Sachsenhausen
- Józef Wojciech (Innocenzo) Guz, sacerdote dell'Ordine dei Frati Minori Conventuali, nato l'8 marzo 1890 a Leopoli, morto il 6 giugno 1940 a Sachsenhausen
- Włodzimierz Laskowski, prete dell'arcidiocesi di Poznań, nato il 30 gennaio 1886 a Rogoźno, morto il 7 agosto 1940 a Gusen
- Zygmunt Sajna, prete dell'arcidiocesi di Varsavia, nato il 20 gennaio 1897 a Żurawlówka, fucilato il 17 settembre 1940 a Palmiry
- Michał Piaszczyński, prete della diocesi di Łomża, nato il 1º novembre 1885 a Łomża, morto di stenti il 20 dicembre 1940 a Sachsenhausen
- Stefan Grelewski, prete della diocesi di Radom, nato il 3 luglio 1899 a Dwikozy, morto per le torture il 24 gennaio 1941 a Dachau
- Stanisław Kostka Starowieyski, laico, coniugato, nato l'11 maggio 1895 a Ustrobna, morto per le torture il 13 aprile 1941 a Dachau
- Józef Cebula, sacerdote della congregazione dei missionari Oblati di Maria Immacolata, nato il 23 marzo 1902 a Malni, ucciso dalle guardie il 28 aprile 1941 a Mauthausen
- Bolesław Strzelecki, prete della diocesi di Radom, nato il 10 giugno 1896 a Poniemoń, morto per le torture il 2 maggio 1941 ad Auschwitz
- Jan Eugeniusz (Antonino) Bajewski, sacerdote dell'Ordine dei Frati Minori Conventuali, nato il 17 gennaio 1915 a Vilnius, morto per le torture l'8 maggio 1941 ad Auschwitz
- Antoni Julian Nowowiejski, vescovo di Płock, nato l'11 febbraio 1858 a Lubienie, morto per le torture il 28 maggio 1941 a Działdowo
- Mieczysława (Maria Teresa del Bambin Gesù) Kowalska, religiosa del monastero delle Clarisse Cappuccine di Przasnysz, nata nel 1902 a Varsavia, morta di stenti il 25 luglio 1941 a Działdowo
- Ludwik Roch Giertyngier, prete dell'arcidiocesi di Częstochowa, nato il 16 agosto 1904 a Żarki, morto per le torture il 30 settembre 1941 a Dachau
- Leon Wetmański, vescovo titolare di Camaco ausiliare di Płock, nato il 10 aprile 1886 a Żuromin, morto per le torture il 10 ottobre 1941 a Działdowo
- Adalbert (Aniceto) Kopliński, sacerdote dell'Ordine dei Frati Minori Cappuccini, nato il 30 luglio 1875 a Debrzyno, ucciso nella camera a gas il 16 ottobre 1941 ad Auschwitz
- Józef Jankowski, sacerdote della Società dell'Apostolato Cattolico, nato il 17 novembre 1910 a Czyczkowy, trucidato dalle guardie il 16 ottobre 1941 ad Auschwitz
- Henryk Hlebowicz, prete della diocesi di Włocławek, nato il 1º giugno 1904 a Hrodna, fucilato il 9 novembre 1941 a Borisov
- Ludwik (Pio) Bartosik, sacerdote dell'Ordine dei Frati Minori Conventuali, nato il 21 agosto 1909 a Kokanin, morto per le torture il 12 dicembre 1941 ad Auschwitz
- Józef Pawłowski, prete della diocesi di Kielce, nato il 12 agosto 1890 a Proszowice, impiccato il 9 gennaio 1942 a Dachau
- Kazimierz Grelewski, prete della diocesi di Radom, nato il 20 gennaio 1907 a Dwikozy, impiccato il 9 gennaio 1942 a Dachau
- Emil Szramek, prete dell'arcidiocesi di Katowice, nato il 29 settembre 1887 a Tworków, morto per le torture il 13 gennaio 1942 a Dachau
- Wojciech Nierychlewski, sacerdote della Congregazione di San Michele Arcangelo, nato il 20 aprile 1903 a Dąbrowice, morto per le torture il 9 febbraio 1942 ad Auschwitz
- Ludwik Mzyk, sacerdote della Società del Verbo Divino, nato il 22 aprile 1905 a Chorzów, morto il 23 febbraio 1942 a Poznań
- Stanisław Antoni (Timoteo) Trojanowski, religioso dell'Ordine dei Frati Minori Conventuali, nato il 29 luglio 1908 a Sadłowo, morto il 28 febbraio 1942 ad Auschwitz
- Mieczysław Bohatkiewicz, prete della diocesi di Pinsk, nato il 1º gennaio 1904 a Kriukai, fucilato il 4 marzo 1942 a Berezovichi
- Władysław Maćkowiak, prete dell'arcidiocesi di Vilnius, nato il 14 novembre 1910 a Sytki, fucilato il 4 marzo 1942 a Berezovichi
- Stanisław Pyrtek, prete dell'arcidiocesi di Vilnius, nato il 21 marzo 1913 a Bystra Podhalańska, fucilato il 4 marzo 1942 a Berezovichi
- Jan (Narciso) Turchan, sacerdote dell'Ordine dei Frati Minori, nato il 19 settembre 1879 a Biskupice, morto il 19 marzo 1942 a Dachau
- Dominik Jędrzejewski, prete della diocesi di Włocławek, nato il 4 agosto 1886 a Kowal, morto il 29 marzo 1942 a Dachau
- Piotr Edward Dańkowski, prete dell'arcidiocesi di Cracovia, nato il 21 giugno 1908 a Jordanów, morto il 3 aprile 1942 ad Auschwitz
- Piotr (Bonifacio) Żukowski, religioso dell'Ordine dei Frati Minori Conventuali, nato il 13 gennaio 1913 a Baran-Rapa, morto il 10 aprile 1942 a Dachau
- Feliks (Sinforiano) Ducki, religioso dell'Ordine dei Frati Minori Cappuccini, nato il 10 maggio 1888 a Varsavia, trucidato dalle guardie l'11 aprile 1942 ad Auschwitz
- Józef Czempiel, prete dell'arcidiocesi di Katowice, nato il 21 settembre 1883 a Józefka, ucciso nella camera a gas il 5 maggio 1942 a Dachau
- Kazimierz Gostyński, prete dell'arcidiocesi di Lublino, nato l'8 aprile 1884 a Varsavia, ucciso nella camera a gas il 6 maggio 1942 a Dachau
- Henryk Kaczorowski, prete della diocesi di Włocławek, nato il 10 luglio 1888 a Bierzwiennej, ucciso nella camera a gas il 6 maggio 1942 a Dachau
- Stanisław Kubski, prete dell'arcidiocesi di Gniezno, nato il 13 agosto 1876 a Książ, ucciso nella camera a gas l'8 maggio 1942 a Dachau
- Jakub (Anastasio) Pankiewicz, sacerdote dell'Ordine dei Frati Minori, fondatore delle Suore Antoniane di Cristo Re, nato il 9 luglio 1882 a Nagórzany, ucciso nella camera a gas il 20 maggio 1942 a Dachau
- Michał Woźniak, prete dell'arcidiocesi di Varsavia, nato il 28 luglio 1875 a Suchym Lesie, morto il 16 maggio 1942 a Dachau
- Jan (Martino) Oprządek, religioso dell'Ordine dei Frati Minori, nato il 4 marzo 1884 a Kościelec, ucciso nella camera a gas il 18 maggio 1942 a Dachau
- Antoni Zawistowski, prete dell'arcidiocesi di Lublino, nato il 10 novembre 1882 a Strumiany, morto il 4 giugno 1942 a Dachau
- Maksymilian Binkiewicz, prete dell'arcidiocesi di Częstochowa, nato il 21 febbraio 1908 a Żarnowiec, morto il 24 giugno 1942 a Dachau
- Jan Nepomucen Chrzan, prete dell'arcidiocesi di Gniezno, nato il 25 aprile 1885 a Gostyczyna, morto il 1º luglio 1942 a Dachau
- Józef Kowalski, sacerdote della Società Salesiana di San Giovanni Bosco, nato il 13 marzo 1911 a Siedliska, morto il 3 luglio 1942 ad Auschwitz
- Hieronim (Fedele) Chojnacki, religioso dell'Ordine dei Frati Minori Cappuccini, nato il 1º novembre 1906 a Łódź, morto il 9 luglio 1942 a Dachau
- Wojciech (Cristino) Gondek, sacerdote dell'Ordine dei Frati Minori, nato il 6 aprile 1909 a Słona, morto il 23 luglio 1942 a Dachau
- Michał Oziębłowski, prete dell'arcidiocesi di Varsavia, nato il 28 settembre 1900 a Izdebno, morto il 31 luglio 1942 a Dachau
- Aleksy Sobaszek, prete dell'arcidiocesi di Gniezno, nato il 17 agosto 1895 a Przygodzice, morto il 1º agosto 1942 a Dachau
- Józef (Enrico) Krzysztofik, sacerdote dell'Ordine dei Frati Minori Cappuccini, nato il 28 marzo 1908 a Zachorzew, morto il 4 agosto 1942 a Dachau
- Tadeusz Dulny, seminarista della diocesi di Włocławek, nato l'8 agosto 1914 a Kszczonowice, morto il 7 agosto 1942 a Dachau
- Edward Grzymała, prete della diocesi di Włocławek, nato il 19 settembre 1906 a Kołodziaż, ucciso nella camera a gas il 10 agosto 1942 a Dachau
- Franciszek Drzewiecki, sacerdote della Piccola Opera della Divina Provvidenza, nato il 26 febbraio 1908 a Zduny, ucciso nella camera a gas il 10 agosto 1942 a Dachau
- Józef Straszewski, prete della diocesi di Włocławek, nato il 18 gennaio 1885 a Włocławek, ucciso nella camera a gas il 12 agosto 1942 a Dachau
- Józef (Floriano) Stępniak, sacerdote dell'Ordine dei Frati Minori Cappuccini, nato il 3 gennaio 1912 a Żdżary, ucciso nella camera a gas il 12 agosto 1942 a Dachau
- Władysław Mączkowski, prete dell'arcidiocesi di Gniezno, nato il 24 giugno 1911 a Ociąż, morto il 20 agosto 1942 a Dachau
- Jan (Brunone) Zembol, religioso dell'Ordine dei Frati Minori, nato il 7 settembre 1905 a Łętownia, morto il 21 agosto 1942 a Dachau
- Czesław Jóźwiak, laico, nato il 7 settembre 1919 a Łażyn, ghigliottinato il 24 agosto 1942 a Dresda
- Edward Kaźmierski, laico, nato il 1º ottobre 1919 a Poznań, ghigliottinato il 24 agosto 1942 a Dresda
- Franciszek Kęsy, laico, nato il 13 novembre 1920 a Berlino, ghigliottinato il 24 agosto 1942 a Dresda
- Edward Klinik, laico, nato il 21 luglio 1919 a Bochum, ghigliottinato il 24 agosto 1942 a Dresda
- Jarogniew Wojciechowski, laico, nato il 5 novembre 1922 a Poznań, ghigliottinato il 24 agosto 1942 a Dresda
- Adam Bargielski, prete della diocesi di Łomża, nato il 7 gennaio 1903 a Kalinowo, morto l'8 settembre 1942 a Dachau
- Józef Kut, prete dell'arcidiocesi di Poznań, nato il 21 gennaio 1905 a Sławin, morto il 18 settembre 1942 a Dachau
- Antoni Rewera, prete della diocesi di Sandomierz, fondatore della Figlie di San Francesco Serafico, nato il 6 gennaio 1869 a Samborzec, morto il 1º ottobre 1942 a Dachau
- Maria Anna (Maria Antonina) Kratochwil, religiosa della congregazione delle Suore Scolastiche di Nostra Signora, nata il 21 agosto 1881 a Ostrava, morta il 2 ottobre 1942 a Ivano-Frankivs'k
- Edward Detkens, prete dell'arcidiocesi di Varsavia, nato il 14 ottobre 1885 a Mokotów, ucciso nella camera a gas il 10 ottobre 1942 a Dachau
- Roman Sitko, prete della diocesi di Tarnów, nato il 30 marzo 1880 a Czarna Sędziszowska, morto il 12 ottobre 1942 ad Auschwitz
- Stanisław Mysakowski, prete dell'arcidiocesi di Lublino, nato il 14 settembre 1896 a Wojsławice, ucciso nella camera a gas il 14 ottobre 1942 a Dachau
- Franciszek Rosłaniec, prete della diocesi di Radom, nato il 19 dicembre 1889 a Wyśmierzyce, ucciso nella camera a gas il 14 ottobre 1942 a Dachau
- Władysław Miegoń, prete dell'ordinariato militare in Polonia, nato il 30 settembre 1892 a Samborzec, morto il 15 ottobre 1942 a Dachau
- Bronisław Kostkowski, seminarista della diocesi di Włocławek, nato l'11 marzo 1915 a Słupsk, morto il 27 novembre 1942 a Dachau
- Narcyz Putz, prete dell'arcidiocesi di Poznań, nato il 28 ottobre 1877 a Sieraków, morto il 5 dicembre 1942 a Dachau
- Alojzy Liguda, sacerdote della Società del Verbo Divino, nato il 23 gennaio 1898 a Winów, morto l'8 dicembre 1942 a Dachau
- Kazimierz Tomasz Sykulski, prete della diocesi di Radom, nato il 29 dicembre 1882 a Końskie, fucilato l'11 dicembre 1942 ad Auschwitz
- Kazimiera (Maria Marta di Gesù) Wołowska, religiosa della congregazione delle Suore dell'Immacolata Concezione della Beata Vergine Maria, nata il 30 settembre 1879 a Lublino, fucilata il 19 dicembre 1942 a Slonim
- Bogumiła (Maria Eva della Provvidenza) Noiszewska, religiosa della congregazione delle Suore dell'Immacolata Concezione della Beata Vergine Maria, nata l'11 giugno 1885 a Uzumiskiai, fucilata il 19 dicembre 1942 a Slonim
- Marian Konopiński, prete dell'arcidiocesi di Poznań, nato il 10 settembre 1907 a Kluczewo, morto il 1º gennaio 1943 a Dachau
- Zygmunt Pisarski, prete dell'arcidiocesi di Lublino, nato il 24 aprile 1902 a Krasnystaw, fucilato il 30 gennaio 1943 a Dachau
- Antoni Leszczewicz, sacerdote della congregazione dei Chierici Mariani, nato il 30 settembre 1890 a Abramovsk, assassinato il 17 febbraio 1943 a Rositsa
- Jerzy Kaszyra, sacerdote della congregazione dei Chierici Mariani, nato il 4 aprile 1904 a Aleksandravele, assassinato il 18 febbraio 1943 a Rositsa
- Roman Archutowski, prete dell'arcidiocesi di Varsavia, nato il 5 agosto 1882 a Karolín, morto il 6 aprile 1943 a Majdanek
- Bolesław (Gregorio) Frąckowiak, sacerdote della Società del Verbo Divino, nato il 18 luglio 1911 a Łowęcice, ghigliottinato il 5 maggio 1943 a Dresda
- Marianna Biernacka, laica, coniugata, nata il 1888 a Lipsk, fucilata il 13 giugno 1943 a Naumovichi
- Antoni Beszta-Borowski, prete della diocesi di Drohiczyn, nato il 9 settembre 1880 a Borowskie Olki, fucilato il 15 luglio 1943 a Bielsk Podlaski
- Józef (Achille) Puchała, sacerdote dell'Ordine dei Frati Minori Conventuali, nato il 18 marzo 1911 a Kosina, ucciso il 19 luglio 1943 a Borovikovshchina
- Karol (Ermanno) Stępień, sacerdote dell'Ordine dei Frati Minori Conventuali, nato il 21 ottobre 1910 a Łódź, ucciso il 19 luglio 1943 a Borovikovshchina
- Maria Clemenza di Gesù Crocifisso, religiosa della congregazione delle Orsoline dell'Unione Romana, nata il 30 luglio 1890 a Złoczew, morta il 27 luglio 1943 ad Auschwitz
- Katarzyna (Celestina) Faron, religiosa della congregazione delle Piccole Ancelle dell'Immacolata Concezione, nata il 24 aprile 1913 a Zabrzeż, morta il 9 aprile 1944 ad Auschwitz
- Franciszek Stryjas, laico, coniugato, nato il 26 gennaio 1882 a Popów, morto il 31 luglio 1944 a Kalisz
- Józef (Alfonso Maria dello Spirito Santo) Mazurek, sacerdote dell'ordine dei Carmelitani scalzi, nato il 1º marzo 1891 a Baranówka, assassinato il 18 agosto 1944 a Nawojowa Góra
- Franciszek Dachtera, prete dell'arcidiocesi di Gniezno, nato il 22 settembre 1910 a Salno, morto il 23 agosto 1944 a Dachau
- Jan Franciszek (Michele) Czartoryski, sacerdote dell'Ordine dei Frati Predicatori, nato il 19 febbraio 1897 a Pełkinie, fucilato il 7 settembre 1944 a Varsavia
- Władysław Błądziński, sacerdote della Congregazione di San Michele Arcangelo, nato il 6 gennaio 1908 a Myślatycze, morto l'8 settembre 1944 a Gross-Rosen
- Józef Stanek, sacerdote della Società dell'Apostolato Cattolico, nato il 4 dicembre 1916 a Łapsze Niżne, impiccato il 23 settembre 1944 a Varsavia
- Antoni Świadek, prete dell'arcidiocesi di Gniezno, nato il 27 marzo 1909 a Pobiedziska, morto il 25 gennaio 1945 a Dachau
- Józef Zapłata, religioso dei Fratelli del Sacro Cuore di Gesù, nato il 5 marzo 1904 a Jerka, morto di tifo il 19 febbraio 1945 a Dachau
- Stanisława (Maria Giulia) Rodzińska, religiosa della congregazione delle Suore di San Domenico, nata il 16 marzo 1899 a Nawojowa, morta di tifo il 20 febbraio 1945 a Stutthof
- Paweł (Ilario) Januszewski, sacerdote dell'Ordine della Beata Vergine del Monte Carmelo, nato l'11 giugno 1909 a Krajenki, morto di tifo il 25 marzo 1945 a Dachau
- Natalia Tułasiewicz, laica, nata il 9 aprile 1906 a Rzeszów, uccisa nella camera a gas il 31 marzo 1945 a Ravensbrück
- Władysław Goral, vescovo titolare di Meloe e ausiliare di Lublino, nato il 1º maggio 1898 a Stoczek, morto il aprile 1945 a Sachsenhausen